# Liste de projets de fusion d'États
Cet article présente une liste de propositions de fusion d’États, comprenant à la fois des propositions actuelles et historiques émanant d’États souverains ou d’organisations. Les entités énumérées ci-dessous diffèrent des mouvements séparatistes en ce qu'elles résulteraient de la fusion ou de l'union de deux ou plusieurs États, territoires, colonies ou autres régions existants, devenant soit une fédération, une confédération ou un autre type d'État souverain unifié.

## Dans l'Histoire

### Moyen-Âge et Période moderne
| État proposé                                       | Parties | Période temporelle  | Aboutissement | Remarques |
| -------------------------------------------------- | --- | ------------------- | ------------- | --- |
| Croatie unie à la Hongrie                          | Royaume de Hongrie Royaume de Croatie | 1102–1526 1527–1918 | Oui           | Après une brève séparation durant la guerre hongro-ottomane, l'union a été restaurée sur les terres de la couronne de Hongrie par la monarchie de Habsbourg. |
| Suisse                                             | Uri Schwyz Unterwalden | 1307                | Oui           | Trois cantons formèrent la Confédération initiale lors du serment du Grütli de 1307, suivi du pacte de Brunnen de 1315 ; dix autres cantons se joignirent au cours de l'existence de la Confédération. |
| Union de la Hongrie et de la Pologne               | Royaume de Hongrie Royaume de Pologne | 1370-1832           | Oui           | |
| Union de Kalmar                                    | Danemark · Royaume de Norvège · Royaume de Suède | 1397–1523           | Oui           | L'union de Kalmar était une union personnelle entre les royaumes du Danemark, de Norvège et de Suède. Créée en 1397 sous le règne de la reine Marguerite Ire, l'union visait à établir un monarque unique régnant sur ces trois royaumes.                                                                                    |
| Double monarchie franco-anglaise                   | Royaume d'Angleterre Royaume de France | 1422–1453           | Partiel       | Le traité de Troyes consolide les prétentions anglaises sur le trône de France, mais le traité d'Arras (1435) les rejette pendant la guerre de Cent Ans. |
| Union de la Hongrie et de la Pologne               | Royaume de Hongrie Royaume de Pologne | 1440-1444           | Oui           | |
| Empire de Charles V (en)                           | Empire espagnol Royaume de Sicile Royaume de Naples Saint-Empire Royaume de Hongrie                                                                       | 1519–1556           | Partiel       | Union politique des domaines des Habsbourg sous Charles Quint, mais tentative avortée d'unifier perpétuellement la chrétienté et de restaurer l'Empire romain. Suit la division de l'union institutionnelle en Espagne des Habsbourg et en Autriche des Habsbourg au lieu de centralisation.                                 |
| Danemark-Norvège                                   | Danemark Royaume de Norvège | 1524–1814           | Oui           | |
| République des Deux Nations                        | Royaume de Pologne Grand-duché de Lituanie | 1569                | Oui           | Union de Lublin |
| Union polono-lituano-moscovite                     | République des Deux Nations · Tsarat de Russie | 1574–1658           | Non           | |
| Union ibérique                                     | Couronne de Castille Couronne d'Aragon Royaume de Portugal                                                                                                | 1580–1640           | Oui           | Le Portugal devint une partie du royaume des Habsbourg d'Espagne (Casa de Austria) après la mort d'Henri Ier de Portugal, mais reprit son indépendance 60 ans plus tard. |
| Union polono-suédoise                              | République des Deux Nations · Royaume de Suède | 1592–1660           | Partiel       | Après une brève union sous Sigismond III Vasa, les Suédois se rebellent et rejettent les prétentions de restauration de l'union au traité d'Oliva. |
| Lituanie suédoise                                  | Royaume de Suède · Grand-duché de Lituanie | 1655–1657           | Non           | Union de Kėdainiai |
| République tripartite de Pologne-Lituanie-Ruthénie | République des Deux Nations · Hetmanat cosaque | 1658–1659           | Non           | Traité d'Hadiach |
| Union personnelle de Saxe-Pologne                  | Électorat de Saxe République des Deux Nations | 1697–1706 1709–1763 | Partiel       | Les deux États sont gouvernés en union personnelle mais leurs institutions politiques et militaires demeurent distinctes. |
| Grande-Bretagne                                    | Royaume d'Angleterre Royaume d'Écosse | 1707                | Oui           | Bien qu'ils aient été gouvernés depuis 1603 en union personnelle lorsque Jacques VI, déjà roi d'Écosse, a succédé à la couronne anglaise, les deux pays sont restés des États-nations souverains distincts jusqu'en 1707, date à laquelle le traité d'Union les a unifiés en une seule entité.                               |
| États-Unis                                         | Caroline du Nord Caroline du Sud Connecticut Delaware Géorgie Maryland Massachusetts New Hampshire New Jersey New York Pennsylvanie Rhode Island Virginie | 1775–1788           | Oui           | La Constitution des États-Unis est ratifiée par les treize Colonies, remplaçant les Articles de la Confédération et formant ainsi un gouvernement fédéral. |
| Provinces-Unies                                    | Provinces-Unies États belgiques unis | 1789–1790           | Non           | Lors de la révolution brabançonne, Henri van der Noot, Premier ministre du jeune État belge, proposa d'intégrer la confédération à la République néerlandaise. Plus tard, Guillaume Ier admit que son idée d'unifier les Pays-Bas sous le Royaume-Uni des Pays-Bas avait été influencée par la proposition de van der Noot,. |
| États-Unis                                         | République du Vermont États-Unis | 1791                | Oui           | |

### AuXIXesiècle

#### 1800–1850
| État proposé                                              | Composantes | Période temporelle  | Aboutissement | Remarques |
| --------------------------------------------------------- | --- | ------------------- | ------------- | --- |
| Royaume-Uni de Grande-Bretagne et d'Irlande               | Royaume de Grande-Bretagne Royaume d'Irlande | 1801                | Oui           | Actes d'Union de 1800. La majeure partie de l'Irlande a quitté l'union sous le nom d'État libre d'Irlande en 1922, tandis que l'Irlande du Nord est restée partie du Royaume-Uni. |
| Confédération nordique (Northern Confederacy)             | Connecticut · Massachusetts · New York · New Hampshire · New Jersey · Pennsylvania · Rhode Island · Vermont · Également invités : · Bas-Canada · Nouveau-Brunswick · Colonie de Terre-Neuve · Nouvelle Écosse · Île-du-Prince-Édouard · Haut-Canada | 1804                | Non           | La « confédération du Nord » était une conspiration dirigée par le sénateur Timothy Pickering visant à séparer le nord-est des États-Unis et les colonies britanniques d'Amérique du Nord en une seule confédération,. |
| Royaume-Uni du Río de la Plata, du Pérou et du Chili (es) | Provinces-Unies du Río de la Plata · Vice-royauté du Pérou · Haut-Pérou · Vieille Patrie du Chili | 1810–1816           | Non           | Manuel Belgrano proposa à la Junte de Buenos Aires le projet d'établir un gouvernement monarchique pour maintenir l'intégrité territoriale de l'ex-vice-royauté du Río de la Plata (qui couvrait l'Argentine, l'Uruguay, le Paraguay et la Bolivie modernes), et également étendre cette monarchie au Chili et au Pérou modernes (qui à l'époque étaient sous le contrôle des royalistes et étaient considérés comme incapables de devenir indépendants de l'Espagne par eux-mêmes),. Le plan fut rejeté par l'Argentine. |
| Royaume-Uni de Pologne                                    | Confédération générale du royaume de Pologne Gouvernement général de la Lituanie | 1812–1813           | Partiel       | Tentative de reconstituer la république des Deux Nations ; proclamée mais inaboutie à cause de l'invasion russe. |
| Royaume uni des Pays-Bas                                  | Principauté souveraine des Pays-Bas unis Gouvernement provisoire de Belgique (1814) | 1815                | Oui           | |
| Suède-Norvège                                             | Royaume de Suède Royaume de Norvège | 1814–1905           | Oui           | |
| Confédération italienne habsbourgeoise                    | Royaume de Lombardie-Vénétie · Royaume d'Illyrie · États pontificaux · Duché de Parme · Duché de Modène et Reggio · Grand-duché de Toscane · Royaume de Sardaigne · Royaume des Deux-Siciles · Duché de Lucques · Duché de Massa et Carrare · Principauté de Monaco · République de Saint-Marin · République de Cospaia                                             | 1815                | Non           | La proposition de Klemens von Metternich pour une Confédération italienne au congrès de Vienne fut rejetée par les noblesses italienne et autrichienne. |
| Confédération germanique                                  | Autriche Royaume de Prusse Royaume de Bavière Royaume de Hanovre Royaume de Saxe Royaume de Wurtemberg Grand-duché de Bade Autres États allemands mineurs | 1816–1866           | Oui           | |
| Union russo-polonaise                                     | Empire russe Royaume de Pologne | 1815–1830 1914–1918 | Partiel       | Constitution du royaume de Pologne en tant que royaume en union personnelle sous le tsar de Russie, jusqu'à l'annexion complète par la Russie après l'insurrection de Novembre. Proposée à nouveau par le tsar Nicolas II lors de la Première Guerre mondiale pour obtenir le soutien polonais du côté russe sur le front de l'Est, et maintenue par certains monarchistes blancs (en) pour obtenir le soutien polonais et de l'Entente contre la révolution russe.                                                       |
| Grande Colombie                                           | Provinces-Unies de Nouvelle-Grenade · Deuxième République du Venezuela · Audience royale de Quito | 1819–1830           | Oui           | |
| Empire mexicain                                           | Empire mexicain · Capitainerie générale du Guatemala | 1822–1823           | Oui           | L'Amérique centrale fut annexée au Premier Empire mexicain. Après la dissolution de l'empire, seul le Chiapas choisit de rester au Mexique, le reste devenant la république fédérale d'Amérique centrale. Le Costa Rica en particulier fut divisé entre factions internes favorables et opposées à l'annexion, ce qui se termina par une guerre civile. Les provinces pro-mexicaines déclarèrent leur adhésion mais ne furent pas reconnues par les provinces indépendantistes.                                           |
| Union de la Grande Colombie et de Saint-Domingue          | Grande Colombie Haïti espagnol | 1822                | Non           | Une proposition de José Núñez de Cáceres et d'Antonio María Pineda Ayala, qui n'ont pas pu rencontrer Simon Bolivar avant l'occupation haïtienne de Saint-Domingue ; par conséquent, la Grande Colombie a rejeté l'offre d'éviter une guerre avec Haïti. |
| Union d'Haïti et de Saint-Domingue                        | Haiti · Capitainerie générale de Saint-Domingue | 1822                | Oui           | Haïti annexe la partie espagnole d'Hispaniola. |
| République fédérale d'Amérique centrale                   | Salvador · Honduras · Nicaragua · Guatemala · Los Altos · Costa Rica | 1823–1841           | Oui           | |
| Costa Rica                                                | Costa Rica · Partido de Nicoya (es) | 1824                | Oui           | Annexion de Nicoya (es) |
| Confédération hispano-américaine                          | Formellement invités : · Grande Colombie · Pérou · Bolivie · Empire mexicain · République fédérale d'Amérique centrale · Provinces-Unies du Río de la Plata · Chili · Invitation considérée : · Paraguay · Haïti · Empire espagnol · Invités, mais non considérés sérieusement : · Empire du Brésil · États-Unis · Empire britannique · Empire colonial néerlandais | 1825-1826           | Non           | Proposée au congrès de Panama par Simón Bolívar, mais rejetée par crainte d'un autoritarisme et d'un centralisme bolivariens de la part de députés non colombiens qui soupçonnaient la volonté de mettre en place un « Empire colombien » dans ce projet (ou simplement en raison de l'inimitié et de la méfiance des caudillos et dirigeants régionaux à l'égard de Simon Bolivar). |
| Fédération des Andes (en)                                 | Grande Colombie · Pérou · Bolivie | 1826                | Non           | Projet de fusion des pays libérés par Simón Bolivar en un seul État. |
| Confédération péruvio-bolivienne                          | Pérou · Bolivie | 1829–1836           | Oui           | |
| Provinces unies italiennes                                | Duché de Parme et Plaisance · Duché de Modène et Reggio · Grand-duché de Toscane · Romagne (fait partie des États pontificaux) | 1831                | Oui           | |
| Uruguay                                                   | République Juliana · République riograndense · Uruguay | 1836                | Non           | Les forces de Riograndense étaient soutenues financièrement et (indirectement) militairement par le gouvernement uruguayen dirigé par Fructuoso Rivera. Les Uruguayens avaient l'intention de créer une union politique avec la république de Riograndense pour créer un nouvel État plus fort. La république Juliana a été fondée en 1839 et a formé une confédération avec Riograndense, mais Juliana elle-même s'est effondrée moins de quatre mois après sa fondation.                                                |
| États-Unis                                                | États-Unis · Haut-Canada | 1837–1838           | Non           | Dans le cadre des révoltes de 1837-1838, les républicains du Haut-Canada cherchèrent à obtenir l'annexion par les États-Unis. |
| Confédération italo-papale                                | États pontificaux · Royaume de Piémont-Sardaigne · Duché de Parme et Plaisance · Duché de Modène et Reggio · Grand-duché de Toscane · Royaume des Deux-Siciles · Royaume de Lombardie-Vénétie | Années 1840         | Non           | Après une manifestation d'intérêt initiale de la part du pape Pie IX à diriger la noblesse italienne dans le cadre d'une confédération supranationale, la proposition de Vincenzo Gioberti fut finalement rejetée pour cause de libéralisme et de nationalisme (deux idéologies condamnées par la doctrine sociale catholique), et surtout en raison de la nature anticléricale et francs-maçonnique du mouvement d'unification italienne,.                                                                               |
| États-Unis                                                | États-Unis République du Texas | 1845                | Oui           | Annexion du Texas |
| Royaume-uni d'Équateur, Pérou et Bolivie (en)             | Équateur · Pérou · Bolivie | 1846                | Non           | Un projet de Juan José Flores pour reconquérir les anciens territoires bourbons de la Vice-royauté du Pérou. |
| Grande Autriche (en)                                      | Empire d'Autriche Confédération germanique | 1849–1851           | Non           | Un projet d'unification des territoires des Habsbourg avec ceux de la Confédération germanique. Refusée par les États moyens qui craignaient tant une domination prussienne qu'autrichienne. |
| États confédérés de la Plata                              | Confédération argentine · Uruguay · Paraguay | 1850                | Non           | Les « États confédérés du Río de la Plata » étaient une proposition d'État élaborée par Domingo Faustino Sarmiento dans son ouvrage Argirópolis (en) ou la capitale des États confédérés du Río de la Plata, dont la capitale serait justement située sur l'île Martín García. Cette idée n'a pas prospéré en raison des changements historiques produits par la bataille de Caseros en 1852. |
| Confédération danubienne                                  | Hongrie · Roumanie · Voïvodine · Croatie · Conseil national slovaque | 1850                | Non           | L'homme d'État hongrois Lajos Kossuth (1802-1894) a tenté, à différentes étapes de son exil après la guerre d'indépendance hongroise de 1849, d'organiser une confédération danubienne. Il entendait accueillir les forces nationalistes du bassin danubien tout en préservant l'intégrité territoriale de la Hongrie et en remplaçant l'Autriche dans l'équilibre des pouvoirs européens. |

#### 1850–1900
| État proposé                                  | Composantes | Période temporelle | Aboutissement | Remarques |
| --------------------------------------------- | --- | ------------------ | ------------- | --- |
| Fédération d'Amerique centrale                | Salvador · Honduras · Nicaragua | 1852               | Oui           | Deuxième tentative d’unification, qui a duré moins d’un mois. |
| Fédération ibérique                           | Espagne Portugal | 1852               | Non           | Proposition de Sinibaldo de Mas sur le modèle des unifications allemande et italienne ; le fédéralisme ibérique eut un certain succès politique au XIXe siècle tant en Espagne qu'au Portugal. Voir aussi : ibérisme. |
| Liberia                                       | République du Liberia · République du Maryland | 1854–1857          | Oui           | |
| Principautés unies de Moldavie et de Valachie | Principauté de Moldavie Principauté de Valachie | 1859               | Oui           | Deviendra le royaume de Roumanie en 1881. |
| Provinces-Unies d'Italie centrale             | Grand-duché de Toscane Duché de Modène Duché de Parme Romagne | 1859               | Oui           | |
| Royaume de Sardaigne                          | Royaume de Sardaigne · Provinces-Unies d'Italie centrale | 1860               | Oui           | |
| Confédération belgo-néerlandaise              | Belgique Pays-Bas | 1860               | Non           | Le Premier ministre belge Charles Rogier propose une union personnelle de la Belgique et des Pays-Bas par crainte d'une invasion française. |
| Union anglo-américaine                        | Royaume-Uni États-Unis | 1860–1914          | Non           | Politique du « Grand Rapprochement (en) » : de nombreux penseurs transatlantiques de premier plan ont proposé une union des États-Unis et du Royaume-Uni. |
| États confédérés d'Amérique                   | Caroline du Sud · Mississippi · Floride · Alabama · Géorgie · Louisiane · Texas · Virginie · Arkansas · Caroline du Nord · Tennessee | 1861–1865          | Oui           | Guerre de Sécession |
| Empire espagnol                               | Empire espagnol · Première république dominicaine (en) | 1861               | Oui           | En 1861, le général Pedro Santana demanda à la reine Isabelle II d'Espagne de reprendre le contrôle de la République dominicaine après une période de seulement 17 ans d'indépendance. L'Espagne accepta sa proposition et refit du pays une colonie (voir : Réannexion de la République dominicaine par l'Espagne (en)),. |
| Royaume de Grèce                              | Royaume de Grèce · République des îles Ioniennes | 1864               | Oui           | Traité de Londres (1864) |
| Confédération de l'Allemagne du Nord          | Royaume de Prusse · Royaume de Saxe · Grand-duché de Hesse · Duché de Mecklembourg-Schwerin · Grand-duché de Mecklembourg-Strelitz · Grand-duché d'Oldenbourg · Grand-duché de Saxe-Weimar-Eisenach · Duché d'Anhalt · Duché de Brunswick · Duché de Saxe-Altenbourg · Duché de Saxe-Cobourg et Gotha · Duché de Saxe-Meiningen · Autres principautés mineures et villes libres | 1866               | Oui           | Après la guerre austro-prussienne de 1866 et l'annexion par la Prusse des États alliés de l'Autriche au nord de l'Allemagne, Otto von Bismarck proposa d'unifier la Prusse et ses propres États alliés allemands en une seule fédération. En conséquence, la Constitution de l'Allemagne du Nord fut adoptée, avec une disposition selon laquelle les États mineurs du sud de l'Allemagne pourraient entrer dans l'union lorsque cela s'avérerait politiquement possible. |
| Confédération d'Allemagne du Sud (de)         | Royaume de Bavière Royaume de Wurtemberg Grand-duché de Bade Grand-duché de Hesse | 1866               | Non           | Projet d'union des États du sud de l'Allemagne, discuté au milieu du XIXe siècle. L'idée d'une confédération est apparue au lendemain de la guerre austro-prussienne de 1866, qui a abouti à la dissolution de la Confédération germanique et à l'émergence de la confédération de l'Allemagne du Nord sous la direction de la Prusse. Les États du sud de l'Allemagne étaient préoccupés par la puissance croissante de la Prusse et la domination des États du nord de l'Allemagne dans la nouvelle confédération. Ils cherchaient à former leur propre union, ce qui leur permettrait de conserver leur autonomie tout en assurant une défense mutuelle et une coopération économique. |
| Autriche-Hongrie                              | Autriche · Hongrie | 1867               | Oui           | Compromis austro-hongrois |
| Liechtenstein                                 | Liechtenstein Amérique russe | 1867               | Non           | Selon le prince Hans-Adam II, l'Empire russe aurait proposé d'acheter l'Alaska au Liechtenstein. |
| Dominion du Canada                            | Province du Canada · Nouveau-Brunswick · Nouvelle-Écosse | 1867               | Oui           | Confédération canadienne |
| États-Unis                                    | États-Unis Groënland | 1867–2019          | Non           | L’idée d’un achat du Groenland par les États-Unis a été évoquée pour la première fois sous l’administration du président Andrew Johnson, lorsque, en 1867, le secrétaire d’État William H. Seward propose, sans succès, d’acheter le Groenland et l’Islande au royaume du Danemark. Une offre formulée après-guerre a également été refusée par le Danemark. En 2018 et 2019, le président Donald Trump évoque de nouveau l’acquisition de l’île ; les responsables groenlandais et danois rejettent cependant fermement l’idée que l’île puisse être vendue,. |
| Confédération antillaise                      | Capitainerie générale de Cuba · Capitainerie générale de Porto Rico · Seconde république dominicaine (en) | 1869–1870          | Non           | Proposé par Ramón Emeterio Betances. |
| Dominion du Canada                            | Dominion du Canada · Territoire du Nord-Ouest · Terre de Rupert | 1870               | Oui           | Après que la Couronne britannique eut acquis le Territoire du Nord-Ouest et la Terre de Rupert auprès de la Compagnie de la Baie d'Hudson, ces territoires furent transférés au Dominion du Canada. |
| Empire allemand                               | « Solution petite-allemande : » · Confédération de l'Allemagne du Nord · Royaume de Bavière · Royaume de Wurtemberg · Grand-duché de Bade · Grand-duché de Hesse · Alsace-Lorraine · La « Solution grande-allemande » incluait également : · Autriche · Bohême | 1871               | Oui           | La « question allemande » concernant les idées concurrentes de la « Grande Allemagne » et de la « Petite Allemagne » (autrement dit, de savoir si une Allemagne unifiée devait ou non inclure l'Empire autrichien) fut réglée avec la guerre austro-prussienne de 1866, au cours de laquelle la Prusse assuma la direction des différents États-nations allemands mineurs. L'unification de l'Allemagne sans l'Autriche fut achevée après la victoire allemande sur la France lors de la guerre franco-prussienne. |
| Empire austro-hongro-bohémien                 | Autriche-Hongrie · Bohême | 1871–1918          | Non           | François-Joseph Ier d'Autriche rejeta les propositions de compromis austro-tchèque (de). Son successeur, Charles Ier d'Autriche, accepta ces propositions de réforme en octobre 1918, peu avant son abdication, mais il était déjà trop tard et elles ne furent jamais mises en œuvre en raison de la dissolution de l'Autriche-Hongrie (en). |
| Dominion du Canada                            | Dominion du Canada · Colonie de la Colombie-Britannique | 1871               | Oui           | À la suite de la fusion de la colonie de la Colombie-Britannique (1858-1866) et de la colonie de l'île de Vancouver en 1866, la nouvelle colonie fut incorporée à la Confédération canadienne en 1871 sous le nom de province de la Colombie-Britannique. |
| Dominion du Canada                            | Dominion du Canada · Île-du-Prince-Édouard | 1873               | Oui           | L'Île-du-Prince-Édouard s'est jointe à la Confédération canadienne en partie pour obtenir le soutien financier de l'union et éviter la faillite. |
| Union de la Bulgarie et de la Roumanie        | Principauté de Bulgarie Principauté de Roumanie | 1878–1879          | Non           | |
| Empire austro-hongro-croate                   | Autriche-Hongrie · Croatie (« Royaume triunitaire ») | 1880–1918          | Partiel       | La Diète de Hongrie refuse à plusieurs reprises la solution trialiste afin de conserver le territoire de la couronne hongroise intacte ; ce n'est qu'en 1918, sous la pression de Charles Ier d'Autriche, qu'elle cède ; mais le projet n'est pas été mis en œuvre en raison de la dissolution de l'Autriche-Hongrie. |
| États-Unis de Pérou-Bolivie (en)              | Pérou · Bolivie | 1880               | Non           | État proposé par Nicolas de Pierola et Narcissus Campero, également appelé « République fédérale des Incas ». |
| Dominion du Canada                            | Dominion du Canada · Territoires arctiques britanniques | 1880               | Oui           | Les territoires britanniques de l'Arctique, constitués de l'archipel Arctique, ont été transférés au Dominion du Canada par le Décret sur les territoires adjacents (en). |
| Espagne                                       | Espagne · Capitainerie générale des Philippines | 1880–1898          | Non           | Union proposée par le mouvement Propaganda mené par les Philippins éduqués en Europe qui préconisait que les îles Philippines soient transformées en une province espagnole. |
| Fédération finno-estonienne (en)              | Estonie Finlande | 1881–1941          | Non           | La question fut débattue le 8 décembre 1917 au Conseil des anciens d'Estonie, où Jaan Raamot (en) parla de l'attitude positive de Pehr Evind Svinhufvud, président du Sénat finlandais. Dans son propre discours au Conseil des anciens, l'homme politique estonien Konstantin Päts accueillit favorablement l'idée. |
| Confédération polynésienne (en)               | Royaume de Fidji (en) · Royaume d'Hawaï · Royaume des Samoa · Royaume de Tahiti · Royaume de Tonga | 1882               | Non           | Durant la période de colonisation européenne, le roi Kalākaua d'Hawaï proposa l'établissement d'une confédération polynésienne,. |
| Principauté de Bulgarie                       | Principauté de Bulgarie · Roumélie orientale | 1885–1886          | Oui           | Après la victoire de la Bulgarie sur la Serbie lors de la guerre serbo-bulgare de 1885, la superficie de ce dernier pays a presque doublé par l'incorporation de la Roumélie orientale, officiellement annexée sur l'Empire ottoman en 1885. |
| Union de la Bulgarie et de la Roumanie        | Principauté de Bulgarie Royaume de Roumanie | 1886–1887          | Non           | Projet d'union personnelle rejeté par Carol Ier de Roumanie sous la pression russe. |
| Dominion du Canada                            | Dominion du Canada · Colonie de la Jamaïque | 1890               | Non           | À la fin du XIXe siècle, il y eut des discussions sur une forme d’union politique entre le Canada et la Jamaïque. |
| République d'Amérique centrale                | Salvador · Honduras · Nicaragua · Ont envisagé de rejoindre : · Costa Rica · Guatemala | 1895–1898          | Oui           | |

### AuXXesiècle

#### 1900–1945
| État proposé                                        | Composantes | Période temporelle        | Aboutissement | Remarques |
| --------------------------------------------------- | --- | ------------------------- | ------------- | --- |
| Commonwealth d'Australie                            | Australie-Méridionale · Australie-Occidentale · Nouvelle-Galles du Sud · Queensland · Tasmanie · Victoria · Également invités : · Colonie des Fidji (en) · Colonie de Nouvelle-Zélande | 1901                      | Oui           | Fédération de l'Australie. La Nouvelle-Zélande a eu de nombreux désaccords avec le gouvernement australien et a décidé de ne pas adhérer à l'Union. Les Fidji n'ont pas non plus adhéré à l'Union. |
| Arabie saoudite                                     | Troisième État saoudien · Émirat de Haïl · Hedjaz · Califat chérifien · Émirat idrisside d'Asir · Chérifat de La Mecque · Haut-Assir (en) · Principauté de Nadjran (en) | 1901-1934                 | Oui           | |
| Union franco-britannique                            | France Royaume-Uni | 1904–1956                 | Non           | L'Union franco-britannique est un concept d'union entre le Royaume-Uni et la France. Une telle union a été proposée lors de certaines crises du XXe siècle ; elle a des précédents historiques. En avril 1904, la France et le Royaume-Uni ont signé une série d'accords, connus sous le nom d'Entente cordiale, qui ont marqué la fin de siècles de conflits intermittents entre les deux puissances et le début d'une période de coexistence pacifique. Les dirigeants politiques nationalistes des deux camps étaient mal à l'aise avec l'idée d'une telle fusion. |
| Union sud-africaine                                 | Colonie du Cap Colonie du Natal Colonie de la Rivière Orange Transvaal | 1909                      | Oui           | Union sud-africaine |
| Fédération balkanique                               | Royaume de Yougoslavie Principauté d'Albanie Royaume de Bulgarie | 1910–1916                 | Non           | |
| Fédération impériale                                | Royaume-Uni de Grande-Bretagne et d'Irlande Royaume d'Irlande Dominion du Canada Commonwealth d'Australie Dominion de Terre-Neuve Dominion de Nouvelle-Zélande Union sud-africaine Raj britannique | 1911–1937                 | Non           | L'Empire britannique était composé de nombreux États dotés de constitutions et d'objectifs très différents. Des groupes tels que la Ligue de la Fédération impériale (Imperial Federation League) prônaient une union politique entre les territoires de l'Empire qui pourrait établir une « force contraignante permanente » entre eux. Chaque dominion se verrait garantir une représentation sur un pied d'égalité avec le Royaume-Uni au sein d'un Parlement impérial. L'Irlande aurait également été présentée comme une représentation alternative à l'autonomie locale, et il était considéré possible qu'une Inde autonome puisse un jour rejoindre également la fédération. Cette idée fut discutée pour la première fois par les chefs de gouvernement lors de la Conférence impériale de 1911 (en), puis une seconde fois lors de la Conférence impériale de 1937 (en), où elle fut finalement rejetée. |
| Canada                                              | Canada · Bahamas | 1911                      | Non           | En 1911, à la demande de l'Assemblée des Bahamas, les gouvernements canadien et bahaméen entamèrent de sérieuses négociations en vue de l'adhésion des Bahamas à la confédération canadienne. Cependant, une panique raciale déclenchée par la migration de plus d'un millier d'Afro-Américains fuyant la violence en Oklahoma fit dérailler les discussions. Le premier ministre Wilfrid Laurier se retourna contre l'idée, invoquant une « origine ethnique » incompatible. Après la défaite de Laurier aux élections fédérales de septembre 1911, le gouverneur des Bahamas William Grey-Wilson se rendit au Canada pour rouvrir les négociations d'adhésion avec le nouveau premier ministre élu Robert Borden. Lors d'une réunion entre Grey et Borden le 18 octobre 1911, Borden rejeta la possibilité d'intégrer les Bahamas à la confédération canadienne. Son raisonnement était que les événements de l'année écoulée avaient prouvé que l'opinion publique canadienne ne tolérerait pas l'admission d'une province à majorité noire. Le ministère britannique des Colonies abonda dans le même sens : « Il ne fait aucun doute que pour le moment, le gouvernement du Dominion protégerait ses intérêts, mais il y a des signes de l'émergence d'une question raciale au Canada et, de toute façon, il ne faudra pas longtemps avant que l'opinion américaine donne le ton au Canada à l'égard des Noirs. » |
| Royaume de Grèce                                    | Crète autonome Royaume de Grèce | 1913                      | Oui           | La Crète se rebelle contre la domination ottomane lors de la révolte crétoise de 1866-1869 et adopte la devise « Crète, Enosis, la liberté ou la mort ». L'État crétois est établi après l'intervention des grandes puissances et l'union de la Crète avec la Grèce s'est produite de facto en 1908 et de jure en 1913 par le traité de Bucarest. |
| Union austro-polonaise                              | Projeté : · Autriche-Hongrie · Royaume de Pologne · Considéré : · Ukraine occidentale | 1914–1918                 | Non           | Propositions des trialistes visant à incorporer la Pologne russe dans l'empire des Habsbourg, à l'unifier avec la Pologne autrichienne et à la transformer en une troisième couronne sur un pied d'égalité avec l'Autriche et la Hongrie. Approuvé par Charles Ier d'Autriche en octobre 1918 mais jamais mis en œuvre en raison des vues de l'Empire allemand sur le royaume de Pologne, et également de la défaite des puissances centrales lors de la Première Guerre mondiale. Également rejeté par les nationalistes polonais en raison de certaines propositions de création d'un royaume de Galicie orientale gouverné par la noblesse ukrainienne pro-Habsbourg,. |
| Confédération habsbourgo-danubienne                 | Membres proposés : · Couronne d'Autriche · Couronne de Hongrie · Couronne de Croatie (Royaume triunitaire de Croatie-Slavonie-Dalmatie et Condominium de Bosnie-Herzégovine) · Royaume de Bohême · Royaume de Galicie et de Lodomérie · Membres à incorporer : · Royaume de Pologne · Principauté d'Albanie · Royaume de Serbie · Royaume du Monténégro · Royaume de Roumanie | 1917-1918                 | Partiel       | Charles Ier d'Autriche proposa des réformes visant à doter la monarchie des Habsbourg d'une structure confédérale — laquelle basée sur des royaumes traditionnels plutôt que sur des États-nations — ainsi qu'à l'incorporation possible de certains États des Balkans et de la Pologne. La plupart des Diètes approuvèrent les propositions du Kaiser Charles Ier entre octobre et novembre 1918, ce pour éviter les punitions des Alliés de la Première Guerre mondiale. Jamais mises en œuvre en raison de la dissolution de l'Autriche-Hongrie (en) et aussi de l'opposition des Joséphistes (centralistes autrichiens), des panslavistes, des irrédentistes serbes, des nationalistes tchèques, des nationalistes polonais, de la noblesse hongroise et de l'opposition pangermaniste. |
| Union dano-islandaise                               | Royaume de Danemark Royaume d'Islande | 1918–1944                 | Oui           | |
| Union de la Hongrie et de la Roumanie               | Royaume de Roumanie République puis royaume de Hongrie | 1917–1920                 | Non           | Fédération ou union personnelle entre le royaume de Roumanie et le royaume/république de Hongrie sous un seul monarque. Les propositions furent les plus actives en 1919 et 1920, mais elles continuèrent d'exister jusqu'à la Seconde Guerre mondiale,. |
| États-Unis de Pologne                               | Royaume de Pologne · Royaume de Lituanie · Royaume de Galicie et de Lodomérie · République populaire biélorusse | 1917                      | Partiel       | |
| Royaume de Yougoslavie                              | Royaume de Serbie Royaume du Monténégro État des Slovènes, Croates et Serbes | 1918                      | Oui           | Création de la Yougoslavie |
| Royaume de Roumanie                                 | Royaume de Roumanie · République démocratique moldave · Bucovine · Transylvanie | 1918                      | Oui           | Grande Union, Unification de la Bessarabie avec la Roumanie (en), Unification de la Bucovine avec la Roumanie (en), Unification de la Transylvanie avec la Roumanie (en) |
| Fédération Międzymorze                              | République populaire biélorusse · Royaume de Bulgarie · Estonie · Finlande · République démocratique hongroise · Lettonie · République de Lituanie · Pologne · Royaume de Roumanie · République populaire ukrainienne · Royaume des Serbes, Croates et Slovènes · Tchécoslovaquie                                                                                             | Novembre ou décembre 1918 | Non           | Suggéré peu après la Première Guerre mondiale pour combattre les influences de l'Allemagne et de la Russie. |
| République fédérative démocratique de Transcaucasie | RD de Géorgie RD d'Arménie RD d'Azerbaïdjan | 1918                      | Oui           | Un État du Caucase du Sud de courte durée, qui s'étendait sur les territoires actuels de la Géorgie, de l'Arménie et de l'Azerbaïdjan, ainsi que sur certaines parties de l'est de la Turquie et sur les zones frontalières avec la Russie. L'État n'a duré qu'un mois avant que la Géorgie ne déclare son indépendance, suivie peu après par l'Azerbaïdjan et l'Arménie. |
| Suède                                               | Suède Åland | 1918                      | Non           | Référendum sur le statut des îles Åland (en) |
| République de Weimar                                | République de Weimar République d'Autriche allemande | 1918–1919                 | Non           | Après la désintégration de l'Autriche-Hongrie dans les derniers jours de la Première Guerre mondiale, les territoires germanophones de l'ancienne Autriche-Hongrie tentèrent d'entamer un processus d'intégration à l'Allemagne de Weimar. Les Alliés ne furent pas favorables à cette idée et forcèrent l'État autrichien à signer le traité de Saint-Germain-en-Laye, qui lui interdisait de s'unir à l'Allemagne. |
| République populaire ukrainienne                    | République populaire ukrainienne · République populaire d'Ukraine occidentale | 1919                      | Oui           | Akt Zluky. |
| Patria grande                                       | Argentine · Bolivie · Chili · Colombie · Costa Rica · Cuba · République dominicaine · Équateur · Guatémala · Honduras · Mexique · Nicaragua · Panama · Paraguay · Pérou · Porto Rico · Salvador · Uruguay · Vénézuela | 1922                      | Non           | Concept d'une patrie ou d'une communauté partagée englobant toute l'Amérique hispanique, et parfois même toute l'Amérique latine et les Caraïbes. Le terme est associé aux idées politiques d'intégration ibéro-américaine, rejetant la balkanisation de l'Empire espagnol dans les Amériques qui a suivi les guerres d'indépendance hispano-américaines. Le terme peut également être utilisé pour parler spécifiquement des projets d'unité hispano-américaine portés par Simón Bolívar et José de San Martín. |
| Union des républiques socialistes soviétiques       | République socialiste soviétique de Biélorussie · République socialiste fédérative soviétique de Russie · République socialiste fédérative soviétique de Transcaucasie · République socialiste soviétique d'Ukraine | 1922                      | Oui           | Traité relatif à la formation de l'Union des républiques socialistes soviétiques |
| Union sud-africaine                                 | Union sud-africaine Rhodésie du Sud | 1922                      | Non           | Lors du référendum de 1922 sur le gouvernement de la Rhodésie du Sud, les électeurs, presque tous blancs, ont eu le choix entre établir un gouvernement responsable ou rejoindre l'Union sud-africaine. Après que 59 % des électeurs ont voté en faveur du gouvernement responsable, celui-ci a été officiellement accordé le 1er octobre 1923. |
| États unis d'Afrique                                | Tout le continent africain | 1924 2009–2011            | Non           | Proposé par Marcus Garvey en 1924, ; idée ensuite relancée par Mouammar Kadhafi en 2009. |
| Baltoscandie                                        | Danemark Suède Finlande Norvège Islande Estonie Lettonie Lituanie | 1928–1960                 | Non           | Le terme de « Baltoscandie » a été utilisé pour la première fois par Sten de Geer (en) dans un article de la revue Geografiska Annaler en 1928 ; avant d'être développé par Kazys Pakštas (en). Il envisageait la Baltoscandie comme une unité économique, politique et militaire. Kazys Pakštas avance que l'un des moyens qu'ont les petites nations de résister à l'influence des grandes était de s'unir et de coopérer plus étroitement entre elles. Comme il le mentionne, l'unification n'est possible qu'entre des nations qui sont similaires par leur taille, leur environnement géographique, leur religion et leur culture. |
| Grande Indonésie                                    | Indes orientales néerlandaises · Malaisie britannique · Royaume de Sarawak · Bornéo du Nord · Protectorat de Brunei · Établissements des détroits · Timor portugais | 1928                      | Non           | Concept politique visant à rassembler la « race malaise (en) » en unissant les territoires des Indes orientales néerlandaises (et du Timor portugais) avec la Malaisie et le Bornéo britanniques. Il a été adopté par les étudiants et les diplômés du Sultan Idris Education University (en) à la fin des années 1920, et par des individus de Sumatra et de Java, dont Mohammad Yamin et Soekarno, dans les années 1950. Indonesia Raya a ensuite été adapté comme nom de l'hymne national indonésien en 1924. |
| Arabie saoudite                                     | Arabie saoudite Royaume mutawakkilite du Yémen | 1934                      | Non           | Cf. guerre saoudo-yéménite de 1934 (en). |
| Reich allemand                                      | Reich allemand Autriche | 1938                      | Oui           | Anschluss |
| Turquie                                             | Turquie État du Hatay | 1939                      | Oui           | Le 2 septembre 1938, le Sandjak d'Alexandrette est séparé du mandat français sur la Syrie et le Liban et devient l'État du Hatay. Le 29 juin 1939, le parlement vote sa fusion avec la Turquie. |
| Confédération polono-tchécoslovaque                 | Pologne Tchécoslovaquie | 1939–1948                 | Non           | Proposé par Władysław Sikorski. |
| Confédération gréco-yougoslave (en)                 | Définition stricto sensu : Royaume de Grèce Royaume de Yougoslavie Définition plus large : Royaume albanais Royaume de Bulgarie Royaume de Roumanie | 1942–1944                 | Non           | La confédération gréco-yougoslave était un concept politique né pendant la Seconde Guerre mondiale, parrainé par le Royaume-Uni et impliquant les gouvernements grec et yougoslave en exil. Les deux gouvernements ont signé un accord faisant avancer le projet, mais celui-ci n'a jamais dépassé le stade de la planification en raison de l'opposition des gouvernements grec et yougoslave, des événements mondiaux réels et de l'opposition de l'Union soviétique. |
| Union soviétique                                    | Union soviétique République touvaine | 1943–1944                 | Oui           | Le Touva connut une russification intensive de ses pratiques sociales et économiques, et pratiquement toute opposition restante à la politique stalinienne fut éradiquée. Les Soviétiques souhaitaient acquérir les ressources minérales de la république et mettre un terme définitive aux intrigues géopolitiques sino-mongoles dans la région. Ce processus culmina avec l'absorption du Touva en 1944, sous le règne du secrétaire général Salchak Toka et de son épouse, la chef d'État Khertek Anchimaa-Toka. |

#### 1945–1960
| État proposé                            | Composantes | Période temporelle  | Aboutissement | Remarques |
| --------------------------------------- | --- | ------------------- | ------------- | --- |
| Royaume arabe uni (en)                  | Émirat de Transjordanie · Palestine mandataire | 1945–1972           | Non           | Le projet de fédération du roi Hussein : à la fin des années 1940 et au début des années 1950, des discussions ont eu lieu sur une éventuelle fusion entre la Palestine et la Jordanie, alors connue sous le nom de Transjordanie. L'idée a été initialement proposée par le roi Abdallah Ier de Jordanie, qui cherchait à créer un État arabe plus vaste dans la région, qui inclurait à la fois la Jordanie et la Palestine. La proposition a également été soutenue par certains politiciens israéliens qui pensaient qu'une union avec la Jordanie aiderait à résoudre le conflit en cours entre Juifs et Arabes dans la région. |
| Pays Éwé                                | Togo français · Togoland britannique | 1945–1956           | Non           | En 1945, divers membres de la communauté Éwé et des dirigeants togolais ont commencé à construire des organisations politiques qui cherchaient à décoloniser le Togo français. Ces organisations se sont développées sous le nom de Comité de l'unité togolaise, dirigé par Sylvanus Olympio, et du Mouvement de la Jeunesse Togolaise. Tous deux avaient des programmes politiques qui comprenaient la réunification du Togo français et du Togo britannique. |
| Fédération du Maghreb                   | Algérie · Libye · Mauritanie · Maroc · Maroc espagnol · Sahara espagnol · Tunisie | 1945–1958           | Non           | La première charte créant une fédération du Maghreb a été signée en Tunisie et au Maroc en mai 1945, mais n'est entrée en vigueur qu'en 1958. |
| Fédération balkanique                   | RFP Yougoslavie République populaire socialiste d'Albanie Bulgarie | 1946–1948           | Non           | Josip Broz Tito fut sur le point de convaincre l'Albanie d'accepter l'intégration à la Yougoslavie, mais les relations se refroidirent en 1948 par crainte que la Yougoslavie ne veuille utiliser l'Albanie que pour ses matières premières, ce qui entraîna l'expulsion de diplomates yougoslaves. Les négociations entre la Yougoslavie et la Bulgarie échouèrent lorsque Moscou tenta de forcer les deux pays à accepter le contrôle soviétique sur leur éventuelle fusion, ce qui poussa la Yougoslavie à se retirer des négociations et précipita la scission entre Tito et Staline. |
| Inde                                    | Inde · État de Junagadh · | 1947–1948           | Oui           | Cf. Intgégration politique de l'Inde (en), Annexion du Junagadh (en) |
| États-Unis d'Indonésie                  | Bangka · Bandjar (en) · Biliton · Java central · Bornéo oriental · Indonésie orientale · Java oriental · Sumatra oriental (en) · Grand Dayak (en) · État indonésien (en) · Madura · Pasundan (en) · Sumatra du Sud · Bornéo du Sud-Est (en) · Riouw · West Borneo | 1946–1949           | Oui           | À la suite de discussions entre les autorités néerlandaises et les dirigeants nationalistes indonésiens, l'accord de Linggarjati fut signé le 15 novembre 1946, actant le principe d'une Indonésie fédérale comprenant le territoire déjà contrôlé par la République indonésienne ainsi que d'autres territoires de la région que les Pays-Bas contrôlaient encore à ce moment-là. Les Pays-Bas organisèrent ensuite la conférence de Denpasar (en) en décembre 1946, qui conduisit à la création de l'État de l'Indonésie orientale, suivi d'un État du Bornéo occidental. D'autres États furent créés sur l'ancien territoire de la République après leur conquête par les Pays-Bas en 1947. La poursuite de l'action militaire néerlandaise se heurta à une résistance croissante des gouvernements des États qu'ils avaient créés, ce qui, combiné à la pression internationale, conduisit à la tenue de la Table ronde néerlando-indonésienne de La Haye d'août à novembre 1949. Cette conférence aboutit à l'accord qui vit les Pays-Bas céder leur souveraineté à une union fédérale de ces États nouvellement créés, laquelle devint officiellement la République des États-Unis d'Indonésie. Cette fédération ne dura qu'un an, puisque ses États membres acceptèrent de se dissoudre en un État unitaire, un processus dont la dernière étape eut lieu le 17 août 1950. |
| Inde                                    | Inde États princiers | 1947–1950           | Oui           | Instrument of Accession (en) |
| Pakistan                                | Pakistan États princiers | 1947–1950           | Oui           | Instrument of Accession (en) |
| Inde                                    | Inde · Hyderabad | 1948                | Oui           | Annexion de l'État de Hyderabad par l'Inde |
| Canada                                  | Canada · Dominion de Terre-Neuve | 1948–1949           | Oui           | En 1948, lors de deux référendums (cf. Référendums sur le statut de Terre-Neuve (en)), le Dominion de Terre-Neuve s'était vu présenter le choix entre devenir un État indépendant, fusionner avec le Dominion du Canada ou demeurer un dominion britannique. La Loi de 1949 sur Terre-Neuve, adoptée par le Parlement du Royaume-Uni, confirmait et faisait appliquer les Conditions d'union convenues entre les dominions du Canada et de Terre-Neuve, alors jusque-là séparés. |
| Union néerlando-indonésienne            | Pays-Bas · États-Unis d'Indonésie | 1949–1956           | Partiel       | Après la signature d'une trêve entre les Pays-Bas et les États-Unis d'Indonésie, un transfert de souveraineté eut lieu le 27 décembre 1949. Dans le cadre de l'accord de Linggarjati, l'Union néerlando-indonésienne fut fondée. Celle-ci fut abolie lorsque l'Indonésie la quitta en 1956. |
| État du Croissant fertile               | Jordanie · Irak · Syrie · Liban · Palestine mandataire | 1949–1958           | Non           | Union du Croissant fertile |
| Canada                                  | Canada · Bermudes | 1949                | Non           | En 1949, Henry Vassey, alors président du Bermuda Trade Development Board, a exhorté la Chambre d'assemblée des Bermudes à poursuivre une union politique avec le Canada. Il appuie son argumentation en rappelant que quatre congrégations méthodistes des Bermudes font partie de l'Église unie du Canada, formant le presbytère des Bermudes de la Conférence maritime de l'Église unie dont le siège est à Sackville, au Nouveau-Brunswick. Le même territoire de l'Église de l'Armée du Salut dessert à la fois le Canada et les Bermudes, de nombreux pasteurs voyageant d'un pays à l'autre. En janvier 2009, le premier ministre de la Nouvelle-Écosse, Rodney MacDonald, et le premier ministre des Bermudes, Ewart Brown, ont signé un accord de cinq ans qui renforcerait les liens de la Nouvelle-Écosse avec les Bermudes et améliorerait les opportunités d'exportation de services, le tourisme, les transports et les liens en matière de santé dans les deux juridictions. |
| Fédération franco-allemande             | Allemagne de l'Ouest · France | 1950                | Non           | L'idée d'une fédération franco-allemande émerge après la fin de la Seconde Guerre mondiale. Elle a été promue par l'homme politique français Robert Schuman dans sa déclaration du 9 mai 1950, qui est aujourd'hui célébrée comme la Journée de l'Europe. L'objectif de la proposition était de créer une paix durable entre les deux pays et de promouvoir leur coopération économique. La proposition de fédération franco-allemande envisageait un gouvernement, une monnaie et une armée communs. Elle visait également à établir une Communauté européenne du charbon et de l'acier (CECA), qui intégrerait les industries du charbon et de l'acier de la France et de l'Allemagne. La CECA a été créée en 1952 et a été la première étape vers la création de l'Union européenne,. |
| Grèce                                   | Grèce · Colonie britannique de Chypre | 1950                | Non           | Un référendum non officiel sur l'enosis (réunification) avec la Grèce a été organisé à Chypre entre le 15 et le 22 janvier 1950, et la proposition a été approuvée par 95,71 % des participants. |
| Indonésie                               | Indonésie · Nouvelle-Guinée néerlandaise | 1950–1969           | Oui           | Après la reconnaissance de l'indépendance de l'Indonésie par les Pays-Bas, l'Indonésie a continué à revendiquer le territoire néerlandais restant dans la région, la Nouvelle-Guinée néerlandaise, comme devant faire partie de son territoire légitime. Le différend a dégénéré en conflit de faible intensité en 1962 après que les Pays-Bas ont tenté d'établir en 1961 un « Conseil de Nouvelle-Guinée ». Face à la pression diplomatique des États-Unis, à la diminution du soutien national et aux menaces continuelles de l'Indonésie d'envahir le territoire, les Pays-Bas ont décidé de renoncer au contrôle du territoire contesté en août 1962. Après une courte période d'administration de l'ONU, le territoire a été transféré à l'Indonésie le 1er mai 1963. |
| Fédération de Rhodésie et du Nyassaland | Nyassaland Rhodésie du Nord Rhodésie du Sud | 1953                | Oui           | A duré dix ans avant d'être finalement dissoute. |
| Confédération afghano-pakistanaise (en) | Royaume d'Afghanistan Pakistan | 1953–1954           | Non           | Le projet de confédération Afghanistan-Pakistan a été lancé par Muhammad Ayub Khan, le président du Pakistan, ainsi que le roi Mohammad Zaher Shah d'Afghanistan. Le président Muhammad Zia-ul-Haq était également favorable à une telle confédération. « Charles Wilson se souvient d'une carte que Zia lui avait également montrée, sur laquelle la superposition indiquait l'objectif d'une confédération englobant d'abord le Pakistan et l'Afghanistan, puis éventuellement l'Asie centrale et le Cachemire. Zia a ensuite expliqué la confédération Pakistan-Afghanistan dans laquelle les Pakistanais et les Afghans pourraient voyager librement dans les deux sens sans passeport. » Le général Akhtar Abdur Rahman, considéré comme le bras droit de Zia et, plus important encore, le directeur général des services secrets (1979-1987), lui-même pachtoune, « partageaient également la vision de Zia d'une « Confédération islamique » post-soviétique composée du Pakistan, de l'Afghanistan, du Cachemire et même des États de l'Asie centrale soviétique. » |
| Unification de l'Argentine et du Chili  | Argentine Chili | 1953                | Non           | Le président argentin Juan Domingo Perón proposa au président chilien Carlos Ibáñez del Campo d'unifier les deux pays, ce afin de constituer la première étape vers une unification hispano-américaine. Cette proposition fut rejetée en raison des craintes chiliennes d'une absorption par l'Argentine, ainsi q'à cause de la chute du régime péroniste en 1955. |
| Allemagne de l'Ouest                    | Allemagne de l'Ouest Protectorat de la Sarre | 1955–1957           | Oui           | Référendum de 1955 sur le statut de la Sarre. La Sarre devient un État allemand et quitte l'union économique de la France. |
| Royaume-Uni                             | Royaume-Uni · Colonie de Malte et dépendances | 1956                | Non           | Référendum maltais de 1956 sur l'intégration au Royaume-Uni |
| Ghana                                   | Côte-de-l'Or britannique · Togoland britannique | 1956                | Oui           | Lors du référendum de 1956 sur le statut du Togoland britannique, 58 % des électeurs étaient pour l'union avec le Ghana, tandis que 42 % ont voté en faveur du maintien d'un territoire sous tutelle des Nations Unies sous contrôle britannique jusqu'à ce que le Togo français voisin ait décidé de son avenir. |
| Fédération de Bornéo du Nord (en)       | Colonie de la Couronne de Bornéo du Nord (en) · Colonie de la Couronne de Sarawak (en) · Protecorat de Brunei | 1956–1960           | Non           | Le Sarawak et le Nord-Bornéo ont fusionné avec la fédération indépendante de Malaisie plusieurs années plus tard, formant la Malaisie, tandis que Brunei est devenu plus tard un État indépendant à part entière. |
| États unis de l'Afrique latine          | Angola · Congo belge · Ruanda-Urundi · Congo français · Oubangui-Chari · Territoire du Tchad · Cameroun français · Colonie du Gabon · Guinée espagnole · Sao Tomé-et-Principe portugais                                                                           | 1957–1959           | Non           | Projet d'union des pays d'Afrique centrale de langue romane imaginé par Barthélemy Boganda pour la première fois en mai 1957. La mise en œuvre de l'idée a été interrompue par la mort de Boganda dans un accident d'avion le 29 mars 1959. Boganda considérait cette entité comme un contrepoids au puissant bloc d'influence britannique constitué par l'Afrique du Sud et de la fédération de Rhodésie et du Nyassaland. |
| Fédération mélanésienne                 | Nouvelle-Guinée néerlandaise · Îles Salomon britanniques · Territoire de Papouasie et Nouvelle-Guinée | 1957                | Non           | Le gouverneur général australien John Kerr était un ardent défenseur de l’idée d’une fédération mélanésienne comme solution au conflit en Papouasie occidentale,. |
| Cameroun                                | Cameroun · Guinée espagnole | 1958–1963           | Non           | Le leader indépendantiste équato-guinéen Enrique Nvo et le premier parti politique équato-guinéen officiel, l'IPGE (es), ont plaidé pour l'indépendance de l'Espagne et une union politique entre le Cameroun et la Guinée équatoriale. L'idée d'une union a été jugée irréalisable après le référendum sur l'autonomie de la Guinée espagnole de 1963. |
| Union des États africains               | Ghana Guinée Mali (en 1961) | 1958–1963           | Oui           | L'Union prévoyait de développer une monnaie commune et une politique étrangère unifiée entre ses membres ; cependant, aucune de ces propositions n'a été mise en œuvre par les pays. L'Union fut la première organisation en Afrique à réunir d'anciennes colonies britanniques et françaises. Bien que l'Union fût ouverte à tous les États indépendants d'Afrique, aucun autre État ne la rejoignit. |
| Fédération des Indes occidentales       | La Barbade · Jamaïque · Îles-sous-le-Vent britanniques (hormis les îles Vierges) · Trinité-et-Tobago · Îles-du-Vent britanniques · Également invités : · Bahamas · Guyane britannique · Honduras britannique · Îles Vierges britanniques                          | 1958                | Oui           | L'objectif affiché de la Fédération était de créer une entité politique indépendante de la Grande-Bretagne en tant qu'État unique. Cependant, avant que cela ne puisse se produire, la Fédération s'est effondrée en raison de conflits politiques internes. |
| République arabe unie                   | Égypte · Syrie | 1958                | Oui           | Un État panarabe de courte durée. |
| États arabes unis                       | République arabe unie Royaume mutawakkilite du Yémen | 1958                | Oui           | Une confédération lâche entre la République arabe unie et le Yémen du Nord. |
| Fédération arabe                        | Royaume d'Irak Jordanie | 1958                | Oui           | Tentative d'unification des deux royaumes hachémites d'Irak et de Jordanie. Bien que couronnée de succès, cette union de courte durée fut dissoute après le coup d'État militaire qui renversa Fayçal II d'Irak. |
| Union Sahel-Bénin                       | Côte d'Ivoire Niger République de Haute-Volta République du Dahomey | 1958 ou 1959 ?–1959 | Oui           | |
| Fédération du Mali                      | Sénégal · Mali | 1959–1960           | Oui           | |

#### 1960–2000
| État proposé                              | Composantes | Période temporelle | Aboutissement                      | Remarques |
| ----------------------------------------- | --- | ------------------ | ---------------------------------- | --- |
| République somalie                        | Territoire sous tutelle de la Somalie · État du Somaliland (en) | 1960               | Oui                                | Le 26 juin 1960, l'ancien protectorat britannique du Somaliland obtint brièvement son indépendance sous le nom d'État du Somaliland ; le Territoire sous tutelle de la Somalie le suit cinq jours plus tard,. Le lendemain, le 27 juin 1960, l'Assemblée législative du Somaliland nouvellement convoquée approuva un projet de loi qui permettrait officiellement l'union de l'État du Somaliland avec le Territoire sous tutelle du Somaliland le 1er juillet 1960. Après l'effondrement du gouvernement de Barre au début de 1991, les autorités locales, dirigées par le SNM, déclarèrent unilatéralement leur indépendance de la Somalie le 18 mai de la même année et rétablirent les frontières de l'ancien État indépendant du Somaliland. |
| Union soviétique                          | Union soviétique Bulgarie | 1960               | Non                                | Le dirigeant de la république populaire de Bulgarie, Todor Jivkov, a suggéré au début des années 1960 que le pays devienne une république fédérée de l'URSS, mais l'offre a été rejetée,. |
| Fédération d'Afrique de l'Est             | Colonie et protectorat du Kenya · territoire du Tanganyika · Protectorat de l'Ouganda · Sultanat de Zanzibar | 1960–1964          | Non                                | Projet d'union politique entre les quatre territoires sous domination britannique en Afrique de l'Est dans les années 1960. Le Tanganyika a proposé de retarder son indépendance imminente en 1960 afin que les quatre territoires puissent obtenir leur indépendance simultanément en tant que fédération. En 1963, les dirigeants de tous les territoires (certains étant désormais indépendants) s'engagent à œuvrer à la création d'une fédération d'ici 1964, mais, en fin de compte, des différends sur la nature de la fédération et des inquiétudes concernant le partage du pouvoir ont conduit à l'échec de leurs efforts. Seuls le Tanganyika et Zanzibar ont finalement été unifiés en 1964. |
| Cameroun                                  | Cameroun · Cameroun britannique | 1961               | Partiellement (Southern Cameroons) | Lors du référendum de 1961 sur le Cameroun britannique, la majorité chrétienne du sud du Cameroun britannique a voté pour l'intégration avec le Cameroun, tandis que les régions du nord à majorité musulmane ont voté pour l'intégration avec le Nigeria. |
| Nigeria                                   | Nigeria · Cameroun britannique | 1961               | Partiellement (Northern Cameroons) | Lors du référendum de 1961 sur le Cameroun britannique, la majorité chrétienne du sud du Cameroun britannique a voté pour l'intégration avec le Cameroun, tandis que les régions du nord à majorité musulmane ont voté pour l'intégration avec le Nigeria. |
| Inde                                      | Inde Inde portugaise | 1961               | Oui                                | Annexion de Dadra et Nagar Haveli (en), Invasion de Goa |
| Inde                                      | India Établissements français dans l'Inde | 1962               | Oui                                | Coup d'État de Yanaon |
| Confédération des États himalayens (en)   | Bhoutan · Nagaland · Népal · North-East Frontier Agency · Sikkim | 1962               | Non                                | Proposée par le gouvernement chinois en 1962,. |
| Fédération des émirats arabes du Sud      | Sultanat de Fadhli · Sultanat d'Audhali (en) · Émirat de Beihan · Émirat de Dhala · Sultanat du Bas-Yafa · Cheikhat du Haut-Aulaqi (en) · Cheikhat d'Alawi (en) · Cheikhat d'Aqrabi (en) · Cheikhat de Dathina (en) · Sultanat d'Haushabi (en) · Sultanat de Lahij · Sultanat du Bas-'Awlaqi (en) · Cheikhat de Muflahi (en) · Cheikhat de Shaïb · Sultanat Wahidi de Bal'haf et Azzan | 1962               | Oui                                | La fédération des émirats arabes du Sud était une organisation d'États au sein du protectorat britannique d'Aden et dans ce qui allait devenir le Yémen du Sud. La fédération de six États a été inaugurée dans la colonie britannique d'Aden le 11 février 1959, et la Fédération et la Grande-Bretagne ont signé un « Traité d'amitié et de protection », qui détaillait les plans d'assistance financière et militaire britannique. Elle a ensuite ajouté neuf États et, le 4 avril 1962, est devenue la fédération d'Arabie du Sud. Elle a été rejointe par la colonie d'Aden le 18 janvier 1963. |
| Maphilindo (en)                           | Malaisie Indonésie Philippines | 1963               | Non                                | Les propositions visant à créer une union des peuples de « race malaise (en) » et à faire face à la décolonisation continue de l'Asie du Sud-Est ont conduit les dirigeants des trois pays à signer l'accord de Manille le 5 août 1963. Cependant, la coopération a rapidement été rompue après la formation de la Malaisie, à laquelle s'opposaient l'Indonésie et les Philippines. |
| Malaisie                                  | Malaisie · Colonie de Bornéo-Nord (en) · Colonie de Sarawak (en) · Colonie de Singapour (en) · Également invité : · Brunéi | 1963               | Oui                                | Singapour est expulsé de la fédération le 9 août 1965, formant plus tard la république de Singapour. Le sultan du Brunei Omar Ali Saifuddien III accepte initialement l'idée mais la rejette finalement après la révolte de Brunei. |
| République unitaire de Tanzanie           | Tanganyika · Zanzibar | 1964               | Oui                                | |
| Australie                                 | Australie Nauru | 1964–1965          | Non                                | En 1963, le gouvernement australien propose que les citoyens de Nauru, un territoire sous tutelle des Nations unies sous administration australienne, s'installent sur l'île Curtis et deviennent citoyens australiens,. À cette époque, Nauru avait été exploitée à grande échelle pour son phosphate par des sociétés d'Australie, de Grande-Bretagne et de Nouvelle-Zélande, endommageant tellement le paysage qu'on pensait que l'île serait inhabitable d'ici les années 1990. Le coût de la réinstallation des Nauruans sur l'île Curtis a été estimé à 10 millions de livres sterling, ce qui comprenait le logement et les infrastructures et la création d'industries pastorales, agricoles et de pêche. Cependant, le peuple nauruan ne souhaitait pas devenir citoyen australien et voulait se voir accorder la souveraineté sur l'île Curtis pour s'établir en tant que nation indépendante, ce que l'Australie refuse. Nauru rejette alors la proposition de s'installer sur l'île Curtis, choisissant plutôt de devenir une nation indépendante exploitant ses propres mines. L'île devient autonome en janvier 1966 et, après une convention constitutionnelle de deux ans, indépendante en 1968 sous la présidence de Hammer DeRoburt. |
| Îles Mariannes                            | Territoire de Guam Commonwealth des Mariannes du Nord | 1969               | Non                                | Voir : Référendum de 1958 sur l'intégration de Saipan (en), Référendum de 1961 sur le statut des îles Mariannes du Nord (en), Référendum de 1963 sur l'intégration des îles Mariannes du Nord (en), Référendum de 1969 sur l'unification de Guam aux îles Mariannes du Nord (en), Référendum de 1969 sur le statut des îles Mariannes du Nord (en) |
| Émirats arabes unis                       | Abu Dhabi · Dubaï · Charjah · Ajman · Oumm al Qaïwaïn · Foudjaïrah · Ras el Khaïmah · Également invités : · Bahreïn · Qatar | 1971–1972          | Oui                                | Six émirats indépendants ont formé les Émirats arabes unis le 2 décembre 1971. Ras Al Khaimah a ensuite rejoint la fédération. |
| Union des Républiques arabes              | Libya Égypte Syrie Également invités : Irak Soudan | 1972–1977          | Oui                                | Une tentative de Mouammar Kadhafi de construire un État panarabe. |
| République arabe islamique                | Libye Tunisie | 1974               | Non                                | Une proposition de Mouammar Kadhafi. |
| Fédération indochinoise                   | Viêt Nam du Nord · Viêt Nam du Sud · Kampuchéa démocratique · Laos | 1975               | Non                                | Malgré la coopération du Kampuchéa avec les Vietnamiens, les dirigeants khmers rouges craignaient que les communistes vietnamiens ne prévoient de former une fédération indochinoise qui serait dominée par le Vietnam. Afin de prévenir toute tentative de domination vietnamienne, les dirigeants khmers rouges commencèrent, après la capitulation du gouvernement de Lon Nol en 1975, à purger le personnel formé au Vietnam dans leurs propres rangs. Puis, en mai 1975, le Kampuchéa démocratique lança une guerre contre le Vietnam, en commençant par une attaque sur l'île vietnamienne de Phú Quốc,. |
| Inde                                      | Inde · Sikkim | 1975               | Oui                                | Après l'indépendance en 1947, l'adhésion du Sikkim à la nouvelle Union indienne fut rejetée par le vote populaire. Le Sikkim se rapproche malgré tout de l'Inde au fil du temps, devenant un protectorat puis passant sous suzeraineté de l'Inde. Sous la pression et le soutien de l'Inde, le Sikkim a vote pour rejoindre l'Union en 1975 (cf. Référendum de 1975 au Sikkim (en)),. |
| République de Guinée–Cap-Vert,            | Guinée-Bissau Cap-Vert | 1975               | Non                                | Le Parti africain pour l'indépendance de la Guinée et du Cap-Vert (PAIGC) prônait l'indépendance des colonies de la Guinée portugaise et du Cap-Vert portugais, et gouverna les deux pays immédiatement après leur indépendance (1974 pour la Guinée-Bissau et 1975 pour le Cap-Vert) dans le but de les unifier. Cependant, à la suite du Coup d'État de 1980 en Guinée-Bissau, la branche capverdienne du parti s'est séparée pour former le Parti africain pour l'indépendance du Cap-Vert (PAICV), mettant fin aux projets d'union. |
| Indonésie                                 | Indonésie · Timor oriental | 1975–1976          | Oui                                | Invasion indonésienne du Timor oriental |
| Vietnam                                   | Vietnam du Nord · Viêt Nam du Sud | 1976               | Oui                                | Chute de Saïgon, Réunification du Viêt Nam |
| Îles Salomon                              | Îles Salomon britanniques · République des Salomons du Nord (en) | 1976               | Non                                | Le gouvernement provincial intérimaire des Salomons du Nord annonce qu'il déclarerait son indépendance le 1er septembre, avant la date prévue de l'indépendance de la Papouasie-Nouvelle-Guinée, le 16 septembre. Le 1er septembre, il publie la « Déclaration unilatérale d'indépendance de la république des Salomon du Nord ». La reconnaissance internationale, par l'intermédiaire des Nations Unies, ne vient pas. Les Salomons du Nord échouent également dans leur tentative d'unification avec les îles Salomon. |
| Union socialiste de la Corne de l'Afrique | Éthiopie · Somalie · Yémen du Sud | 1977               | Non                                | Au début de l'année 1977, Fidel Castro réunit les dirigeants de la Somalie, de l'Éthiopie et du Yémen du Sud pour créer un État fédéral socialiste dans la région,. |
| Union syro-libyenne (en)                  | Libye Syrie | 1980               | Non                                | |
| Swaziland                                 | Swaziland KaNgwane Également invité : KwaZulu | 1982–1989          | Non                                | La tentative de transfert du bantoustan ainsi que des parties du territoire zoulou du KwaZulu au Swaziland voisin n'a jamais été réalisée,. Ce plan aurait donné au Swaziland un accès à la mer. L'accord a été négocié par les gouvernements, mais s'est heurté à l'opposition populaire dans le territoire qui aurait dû être transféré. Ce territoire avait été revendiqué par le roi Sobhuza du Swaziland comme faisant partie du royaume traditionnel des monarques swazis, et le gouvernement sud-africain espérait utiliser le Swaziland comme zone tampon contre l'infiltration de la guérilla en provenance du Mozambique. L'Afrique du Sud a réagi à l'échec du transfert en suspendant temporairement l'autonomie de KaNgwane, avant de la rétablir en décembre 1982 et de lui accorder une autonomie nominale en 1984,. |
| Confédération de Sénégambie               | Sénégal Gambie | 1982–1989          | Oui                                | Une confédération lâche a été formée, mais a pris fin en raison du manque d'intérêt de la Gambie pour l'intégration. |
| Union du Burkina Faso avec le Ghana       | Burkina Faso Ghana | 1983–1987          | Non                                | Avec l’arrivée au pouvoir de Thomas Sankara au Burkina Faso en 1983, les relations entre le Ghana et le Burkina sont devenues à la fois chaleureuses et étroites. En conséquence, Jerry Rawlings et Sankara entament des discussions sur l'unification du Ghana et du Burkina à la manière de l'Union Ghana-Guinée-Mali, que Nkrumah avait tenté en vain de promouvoir comme base de son rêve d’un gouvernement continental unifié. |
| Yémen                                     | Yémen du Nord Yémen du Sud | 1990               | Oui                                | Unification du Yémen |
| Allemagne                                 | Allemagne de l'Ouest Allemagne de l'Est | 1990               | Oui                                | Réunification allemande |
| Union des États souverains                | RSFS de Russie RSS de Biélorussie RSS d'Ukraine RSS d'Azerbaïdjan RSS kazakhe RSS kirghize RSS tadjike RSS turkmène RSS d'Ouzbékistan | 1990–1991          | Non                                | Référendum soviétique de 1991 |
| Union des Îles du Vent                    | Dominique Grenade Sainte-Lucie Saint-Vincent et les Grenadines | 1991               | Non                                | Le 14 janvier 1991, ces quatre nations insulaires des Caraïbes lancent une initiative visant à créer une union politique les englobant. |
| RF Yougoslavie                            | République socialiste de Serbie République socialiste du Monténégro République socialiste de Bosnie-Herzégovine | 1991               | Non                                | Accord Zulfikarpašić–Karadžić (en) |
| RF Yougoslavie                            | République socialiste de Serbie République socialiste du Monténégro | 1992               | Oui                                | |
| Balkania (en)                             | République de Serbie République du Monténégro Kosovo | 1993–2006          | Non                                | Suggéré par le politicien kosovar Adem Demaçi. |
| Afrique du Sud                            | Afrique du Sud Bophuthatswana Ciskei Transkei Venda | 1994               | Oui                                | Durant l'apartheid, le gouvernement sud-africain accorde une indépendance nominale à quatre bantoustans autonomes. Bien qu'aucun pays extérieur n'ait reconnu ces États, l'Afrique du Sud promeut fortement leur indépendance ; les quatre se sont mutuellement reconnus. Alors que l'Afrique du Sud s'efforçait de mettre fin à l'apartheid, le parti du Congrès national africain (ANC) prône la réintégration de tous les bantoustans, y compris ceux nominalement indépendants, dans un État sud-africain unitaire. La résistance à l'intégration des dirigeants de certains bantoustans a conduit à des violences, comme lors du massacre de Bisho et de la crise du Bophuthatswana (en). Néanmoins, les habitants des quatre bantoustans indépendants participent aux élections générales sud-africaines de 1994, au cours desquelles une nouvelle constitution entre en vigueur, réintégrant tous les bantoustans en Afrique du Sud. |

### AuXXIesiècle
| État proposé                              | Composants | Période de temps | Réussite ? | Notes |
| ----------------------------------------- | --- | ---------------- | ---------- | --- |
| État fédéral moldave asymétrique          | Moldavie Transnistrie | 2003–2005        | Non        | Le mémorandum Kozak, ou en forme longue le projet de mémorandum russe sur les principes fondamentaux de la structure étatique d'un État uni en Moldavie, était une proposition de 2003 visant à un règlement définitif des relations entre la Moldavie et la Transnistrie et à une résolution du conflit transnistrien. Il était considéré comme une extension du mémorandum de Moscou de 1997, mais a finalement été rejeté par le président moldave Vladimir Voronin. Le plan, présenté à la mi-novembre 2003 par la Russie, était une proposition détaillée pour un État moldave fédéral asymétrique uni. Publié pour la première fois en russe sur le site Internet du ministère des Affaires étrangères de Transnistrie, le texte a été promu par un homme politique russe, Dmitry Kozak, un proche allié du président Vladimir Poutine et l'une des figures clés de son équipe présidentielle. Pour la Transnistrie, le mémorandum marquait la fin de la politique antérieure de Moscou, qui supposait que la région aurait un statut égal au reste du pays dans la fédération. Selon le mémorandum, les troupes russes (pas plus de 2 000 hommes, sans armement lourd) resteraient en Transnistrie pendant la période de transition, mais pas plus tard qu'en 2020. |
| République unie de Chypre                 | Chypre Chypre du Nord | 2004             | Non        | Un référendum a été organisé à Chypre le 24 avril 2004. Les deux communautés ont été invitées à indiquer si elles approuvaient la cinquième révision de la proposition des Nations Unies visant à réunifier l'île, divisée depuis 1974. Si elle a été approuvée par 65 % des Chypriotes turcs, elle a été rejetée par 76 % des Chypriotes grecs. |
| Russie                                    | Russie Transnistrie | 2006             | Non        | Proposition d'annexion de la Transnistrie par la Russie. |
| Réunification de la Grande Colombie (en)  | Colombie Équateur Panama Venezuela | 2008             | Non        | Réunification de la Grande Colombie : en 2008, Hugo Chávez, président du Venezuela, a annoncé la proposition de restauration politique de la Grande Colombie, sous le régime de révolution bolivarienne. |
| États unis d'Afrique et des Caraïbes      | Afrique du Sud Algérie Angola Bénin Botswana Burkina Faso Burundi Cameroun Cap-Vert République centrafricaine Tchad Comores Côte d'Ivoire République démocratique du Congo République du Congo Djibouti République dominicaine Égypte Guinée équatoriale Érythrée Éthiopie Gabon Gambie Ghana Guinée-Bissau Guinée Haïti Jamaïque KEN Lesotho Liberia Libye Madagascar Malawi Mali Mauritanie Maurice Maroc Mozambique Namibie Niger Nigeria Ouganda Rwanda Sao Tomé-et-Principe Sénégal Seychelles Sierra Leone Somalie Soudan du Sud Soudan Eswatini Tanzanie Togo Tunisie Zambie Zimbabwe | 2009–2017        | Non        | En février 2009, après avoir été élu président de l'Union africaine, Mouammar Kadhafi déclare aux dirigeants africains réunis : « Je continuerai d'insister pour que nos pays souverains travaillent à la réalisation des États-Unis d'Afrique. » La BBC a rapporté que Kadhafi avait proposé « une force militaire africaine unique, une monnaie unique et un passeport unique permettant aux Africains de circuler librement à travers le continent ». D'autres dirigeants africains ont déclaré qu'ils étudieraient les implications de la proposition et en rediscuteraient en mai 2009. Kadhafi a également indiqué que la fédération proposée pourrait s'étendre aux Caraïbes occidentales : Haïti, la Jamaïque, la République dominicaine et d'autres îles abritant une importante diaspora africaine pourraient être invitées à y participer. |
| Îles Lucayes                              | Bahamas Îles Turques-et-Caïques | 2010             | Non        | L'archipel des Lucayes (du nom du peuple autochtone des Lucayens), également connu sous le nom d'archipel des Bahamas, est un groupe d'îles comprenant les Bahamas indépendantes et le territoire britannique d'outre-mer des îles Turques-et-Caïques. L'archipel se trouve dans l'ouest de l'océan Atlantique Nord, au nord de Cuba, et à l'est et au sud-est de la Floride. En 2010, les dirigeants des Bahamas et des îles Turques-et-Caïques ont discuté de la possibilité de former une fédération. |
| Confédération péruvio-bolivienne          | Bolivie Pérou | 2011             | Non        | Le président péruvien Ollanta Humala a proposé au président bolivien Evo Morales de réunir les pays au sein d'une confédération,. Les cabinets des deux pays ont tenu des réunions conjointes. |
| Union du Golfe                            | Bahrein Koweït Oman Qatar Arabie saoudite Émirats arabes unis | 2011–2012        | Non        | En 2011, le roi Abdallah d’Arabie saoudite a proposé une Union du Golfe. |
| Russie                                    | Russie · République de Crimée | 2014             | Oui        | La Crimée s'est séparée de l'Ukraine et a ensuite organisé un référendum pour rejoindre la fédération de Russie, avant d'être annexée par la Russie. Le référendum a été extrêmement controversé et la plupart des pays continuent de reconnaître la Crimée comme faisant partie de l'Ukraine. |
| Nouvelle-Russie                           | République populaire de Donetsk République populaire de Lougansk | 2014             | Non        | La « Nouvelle-Russie » (Novorossiya) était une proposition de confédération entre les deux nations autoproclamées de la république populaire de Donetsk et de la république populaire de Louhansk. La Confédération a été déclarée le 22 mai 2014. Le 20 mai 2015, les membres constitutifs ont annoncé le gel du projet. |
| Russie                                    | Russie Ossétie du Sud | 2022             | Non        | Le 30 mars 2022, le président Anatoli Bibilov a suggéré un référendum sur le rattachement de l'Ossétie du Sud à la Russie, qui aurait dû se tenir le 17 juillet 2022 ; le référendum a finalement été annulé le 30 mai 2022. |
| Russie                                    | Russie · République populaire de Donetsk · République populaire de Lougansk · Oblast de Kherson · Oblast de Zaporijjia | 2022             | Partiel    | Fin septembre 2022, des responsables installés par la Russie dans certaines régions d'Ukraine ont organisé un référendum sur l'annexion des territoires occupés de l'Ukraine,. Le 27 septembre, des responsables russes de la Commission électorale centrale de Zaporijjia ont affirmé que le référendum avait été adopté, avec 93,11 % des électeurs en faveur de l'adhésion à la fédération de Russie. Selon les données fournies par la commission, le soutien à l'annexion était de 90,01 % dans le raïon de Melitopol, tandis que dans son centre administratif, Melitopol, il était de 96,78 %. Le 29 septembre, la Russie a annoncé qu'elle annexerait officiellement les quatre régions de Louhansk, Donetsk, Zaporijjia et Kherson le lendemain, le 30 septembre. Les référendums étaient illégaux au regard du droit international et la plupart des pays continuent de les reconnaître comme faisant partie de l'Ukraine. |
| Confédération Alliance des États du Sahel | Burkina Faso Mali Niger Invité : Guinée | 2023–2024        | Oui        | Début 2023, le Premier ministre du Burkina Faso, après sa visite au Mali, a suggéré que les deux pays forment une fédération pour renforcer leur influence économique et lutter contre les djihadistes dans la région,. Plus tard, en décembre de la même année, les ministres des Affaires étrangères du Burkina Faso, du Mali et du Niger ont recommandé la création d'une confédération qui comprendrait tous les membres de l'Alliance des États du Sahel. La confédération a été créée le 6 juillet 2024. |

## Propositions actuelles
| État proposé                  | Composantes                                                     | Date de première proposition | Remarques |
| ----------------------------- | --------------------------------------------------------------- | ---------------------------- | --- |
| Europe unifiée                | Pays européens Union européenne                                 | XIXe siècle                  | Fédéralisme européen, États-Unis d'Europe |
| États-Unis                    | États-Unis Canada Groenland Zone du canal de Panama             | 1812                         | Les États-Unis envahissent le Haut-Canada et y soutiennent des rébellions au début des années 1800 pour affaiblir la présence britannique en Amérique du Nord. Les États-Unis ont également tenté d'acheter le Groenland et l'Islande au Danemark à trois reprises sur une période de 150 ans. Le canal de Panama, construit par les États-Unis en 1904, a été occupé par eux jusqu'en 1979, avant sa restitution au Panama. Le président Donald Trump a suscité un regain d'intérêt pour l'expansion du territoire américain, insistant sur le fait que ces acquisitions relèvent de préoccupations de sécurité nationale. Ses commentaires ont été rejetés par des responsables canadiens, danois, groenlandais et panaméens.                       |
| Samoa unifiée                 | Samoa américaines Samoa                                         | 1894                         | Unification samoane (en) |
| Canada                        | Canada Îles Turques-et-Caïques                                  | 1917                         | L'annexion des îles Turques-et-Caïques au Canada (en) fait l'objet de discussions politiques permanentes entre les deux pays depuis que le Premier ministre canadien Robert Borden a soutenu l'idée pour la première fois en 1917. |
| Chine                         | Chine Taïwan                                                    | 1949                         | L'unification des territoires de la république populaire de Chine et de la république de Chine est l'objectif nominal des deux gouvernements, qui opèrent tous deux sous la politique d'une seule Chine,. Cependant, un puissant mouvement national taïanais existe, qui demande l'affirmation d'un État purement taïwanais dirigé par le Parti démocrate progressiste (actuellement au gouvernement). |
| Corée                         | Corée du Nord Corée du Sud                                      | 1953                         | La réunification de la Corée a été un objectif des deux Corées depuis l'accord d'armistice de 1953. Cependant, les stratégies proposées varient entre les deux Corées, toutes deux proposant l'unification sous un système sociopolitique tout en abandonnant l'autre, à l'instar de la réunification allemande. En janvier 2024, le dirigeant de la RPDC a appelé à modifier la Constitution pour supprimer les références à la coopération et à l'unification, ainsi qu'à définir les frontières territoriales de la RPDC et à ajouter un article désignant la république de Corée comme l'État qui lui était le plus hostile. Il a également déclaré qu'en cas de guerre, la Corée du Nord chercherait à annexer l'intégralité de la Corée du Sud. |
| Isratine                      | Israel Palestine (Cisjordanie & Bande de Gaza)                  | 1967                         | Également connue sous le nom de solution à un seul État, il s’agit d’une approche proposée visant à créer un État binational pour résoudre le conflit israélo-palestinien. |
| Inde réunifiée (en)           | Inde Pakistan Bangladesh                                        | 1972                         | Le concept de Confédération indo-pakistanaise entend mettre fin aux conflits bilatéraux entre les deux États et promouvoir des intérêts communs en matière de défense, de politique étrangère et de développement culturel et économique. Bien que cette idée ne propose pas de mettre fin à l’existence souveraine de l’une ou l’autre nation par la réunification, elle vise à résoudre les conflits qui affligent le sous-continent depuis la partition des Indes en 1947. |
| Saint-Martin                  | Saint Martin · Sint Maarten                                     | 1990                         | Unification de Saint Martin (en). |
| Roumanie                      | Moldavie Roumanie                                               | 1991                         | En raison de la révolution russe, le gouvernement de Bessarabie a déclaré sa sécession en 1917 sous le nom de République démocratique moldave et s'est uni sans condition au Royaume de Roumanie en 1918, avant l'occupation soviétique en 1940. Après l'indépendance de la Moldavie à la suite de la dissolution de l'Union soviétique, l'unification de la Moldavie et de la Roumanie a été proposée, un projet soutenu par une minorité de Moldaves selon les sondages et le gouvernement roumain. |
| État de l'Union               | Biélorussie Russie                                              | 1999                         | La Russie et la Biélorussie signent en 1999 un accord visant à former l'« État de l'Union » afin de poursuivre une intégration plus approfondie, éventuellement jusqu'à l'unification des deux États,. Le président biélorusse Alexandre Loukachenko a réfuté cette idée, déclarant que toute tentative d'annexer la Biélorussie entraînerait une guerre. |
| Fédération d'Afrique de l'Est | Burundi RDC Kenya Ouganda Rwanda Somalie Soudan du Sud Tanzanie | 2004                         | Union politique proposée entre les huit États membres de la Communauté d'Afrique de l'Est. Une fédération a été proposée en 2004, mais en 2016, il a été décidé que la forme confédérale serait l'objectif visé à court terme. Le Soudan du Sud, la république démocratique du Congo et la Somalie ne sont pas aussi intégrés que les cinq autres membres, car le Soudan du Sud n'a obtenu son indépendance du Soudan qu'en 2011, la RDC a rejoint la Communauté en 2022 et la Somalie en 2023. |
| Grande Albanie                | Albanie Kosovo                                                  | 2008                         | Depuis la déclaration d'indépendance du Kosovo en 2008, des pourparlers ont été menés pour que l'Albanie et le Kosovo s'unissent au sein d'une « Grande Albanie », ce en raison de la population ethnique albanaise majoritaire du Kosovo,. |
| Afrique du Sud                | Afrique du Sud Lesotho                                          | 2010                         | Intégration du Lesotho à l'Afrique du Sud,. |